# Spaniard's Bay
Spaniard's Bay es un pueblo canadiense situado en la provincia de Terranova y Labrador.

## Superficie
Spaniard's Bay tiene una superficie de 66,09 km².

## Demografía
En 2021, tenía 2630 habitantes, una densidad poblacional de 39,8 hab./km², y 1247 viviendas.